# Айтел Фридрих II (Хоенцолерн)
Айтел Фридрих II фон Хоенцолерн (на немски: Eitel Friedrich II von Hohenzollern, * 1452, † 18 юни 1512 в Трир) от швабската линия на Хоенцолерните е граф в графство Хоенцолерн от 1488 до 1512 г. и граф на Хайгерлох от 1497 до 1512 г.
Той е син и наследник на граф Йобст Николаус I (1433–1488) и Агнес фон Верденберг-Хайлигенберг (1434 – 1467).
Айтел Фридрих II е голям приятел с крал и по-късния император Максимилиан I фон Хабсбург и има голямо влияние в имперската политика. Става първият президент на имперския камерен съд, дипломат на императора и се бие за него в Нидерландия.

## Фамилия
През 1482 г. Айтел Фридрих II се жени в Берлин за Магдалена фон Бранденбург (1460 – 1496), дъщеря на маркграф Фридрих III фон Бранденбург. Те имат децата:
- Франц Волфганг (1483/84 – 1517), граф на Хайгерлох, ∞ ок. 1503 принцеса Розина фон Баден (1487 – 1554)
- Ванделберта (ок. 1484 – 1551), ∞ 1507 граф Албрехт III фон Хоенлое-Нойенщайн († 1551)
- Йоахим (1485/86 – 1538), ∞ 1513 Анастасия фон Щофелн († 1530)
- Мария Салома (1488 – 1548), ∞ 1507 граф Лудвиг XV фон Йотинген († 1557)
- Айтел Фридрих III (1494 – 1525), граф на Хоенцолерн, ∞ 1515 Йохана фон Витхем († 1544)
- Анна (1496 – 1530), монахиня